# Mozilla Sunbird
Mozilla Sunbird — свободное кроссплатформенное приложение с открытым кодом, имеющее функцию календаря и органайзера. Разрабатывалось подразделением Calendar Project организации Mozilla Foundation. Версия программы, выпускавшаяся как расширение для почтового клиента Mozilla Thunderbird, называется Lightning. Основано на стандарте iCalendar. Mozilla Sunbird — полностью независимое приложение, однако в своё время велась работа по его интеграции с браузером Mozilla Firefox и почтовым клиентом Mozilla Thunderbird. В настоящее время разработка Mozilla Sunbird свёрнута, последняя общедоступная версия — 1.0 beta 1.

## История версий
| Обозначения:  | Обозначения:   | Обозначения:   |
| ------------- | -------------- | -------------- |
| Старая версия | Текущая версия | Будущая версия |

| Версия Gecko | Версия Sunbird | Дата релиза      | Существенные изменения |
| ------------ | -------------- | ---------------- | --- |
| 1.8          | 0.2            | 4 февраля 2005   | |
| 1.9          | 0.3            | 11 октября 2006  | Способ хранения календаря изменён с файлов .ICS на SQLite |
| 1.9          | 0.3.1          | 19 февраля 2007  | Часовые пояса обновлены для перехода на летнее время |
| 1.8.1        | 0.5            | 27 июня 2007     | Переход на Gecko 1.8.1 и поддержка Google Calendar с помощью расширения. |
| 1.8.1        | 0.7            | 25 октября 2007  | Cleaner user interface и дополнительная функциональность |
| 1.8.1        | 0.8            | 4 апреля 2008    | International timezones, experimental offline support and task mode |
| 1.8.1        | 0.9            | 23 сентября 2008 | - Events spanning days now have a visual indicator indicating them as connected events. - When reloading a remote calendar a progress indicator is now shown. - Так называемый «минимесяц» (небольшой календарь, показывающий месяц в левом верхнем углу) has been given a visual overhaul. - The calendar views (день, неделя, multiweek, год) have been given a visual overhaul. - Улучшена поддержка CalDAV и совместимость с различными серверами CalDAV. |
| 1.9.1        | 1.0b1          | 2 апреля 2010    | - Для одного события может быть установлено несколько alarms. - Улучшена поддержка CalDAV. |
| 1.9.1        | 1.0b2          | июнь 2010        | |

## Mozilla Sunbird, Portable Edition
Mozilla Sunbird, Portable Edition — переносимая версия Mozilla Sunbird, специально оптимизированная для быстрого запуска с USB-накопителя. Все необходимые программные модули и личные данные хранятся исключительно в папке, куда была установлена программа.

### Описание Mozilla Sunbird
Стандарты.
Mozilla Sunbird построен на стандарте iCalendar.
Общие календари.
Используйте WebDAV server, чтобы сделать ваши календари доступными для всех.
Расширяемость.
Поддерживается смена тем оформления и установка модулей расширений.
С помощью плагина Provider for Google Calendar Mozilla Sunbird может синхронизироваться с Google Calendar.